# 王少清
王少清（1903年8月21日—1984年5月19日），出生於大清廣東省大鵬鎮王母村。

## 生平
王少清婚後與丈夫张三龙移居美國生活。王少清於丈夫去世後返港從商，從事建築業。其為人低調，生活極其儉樸，惟熱心公益，捐資辦學，於五十年代中期成立「大鵬中學建校委員會」，並率先捐款十五萬元響應，為深圳大鵬華僑中學的緣起。七十年代後期，王少清捐出七十萬元建校基金，於香港荃灣區建立中學，該校董會遂以王少清之名字把學校命名為寶安商會王少清中學。

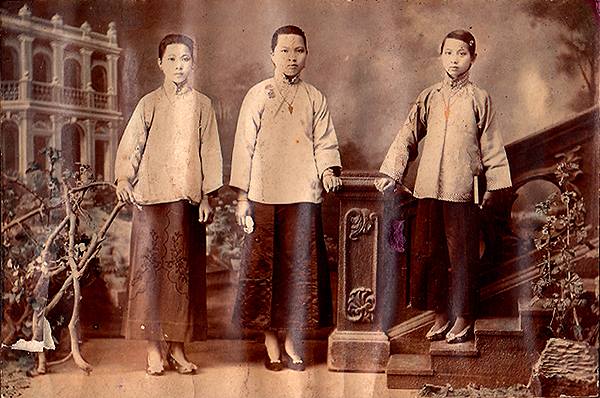
王少清（中）與姊妹合照，一九二零年